# كاترينا شوماك
كاترينا شوماك (بالأوكرانية: Катерина Чумак)‏ (بالأوكرانية: Катерина Чумак) مواليد 7 ديسمبر 1988 في كييف، هي لاعبة كرة يد أوكرانية تلعب كظهير أيمن. مثلت منتخب أوكرانيا لكرة اليد للسيدات.

## سجل المنافسة
شاركت في البطولات التالية:
- بطولة أوروبا لكرة اليد للسيدات 2012
- بطولة أوروبا لكرة اليد للسيدات 2014